# Calamaria nigritiana
Calamaria nigritiana là một loài dương xỉ trong họ Isoetaceae. Loài này được A. Braun Kuntze mô tả khoa học đầu tiên năm 1891.